# Stanhopea confusa
Stanhopea confusa là một loài thực vật có hoa trong họ Lan. Loài này được G.Gerlach & Beeche mô tả khoa học đầu tiên năm 2004.

## Hình ảnh

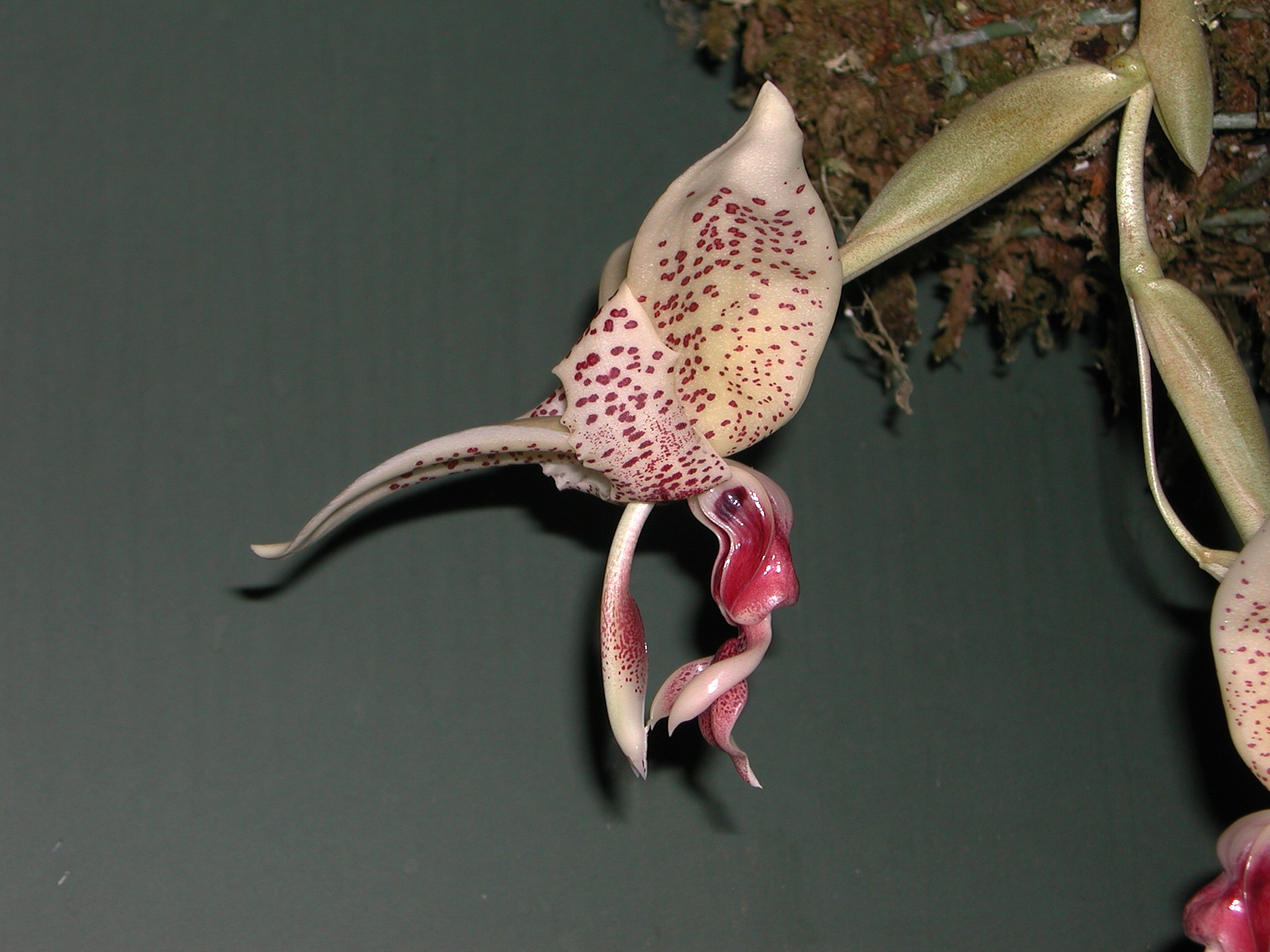
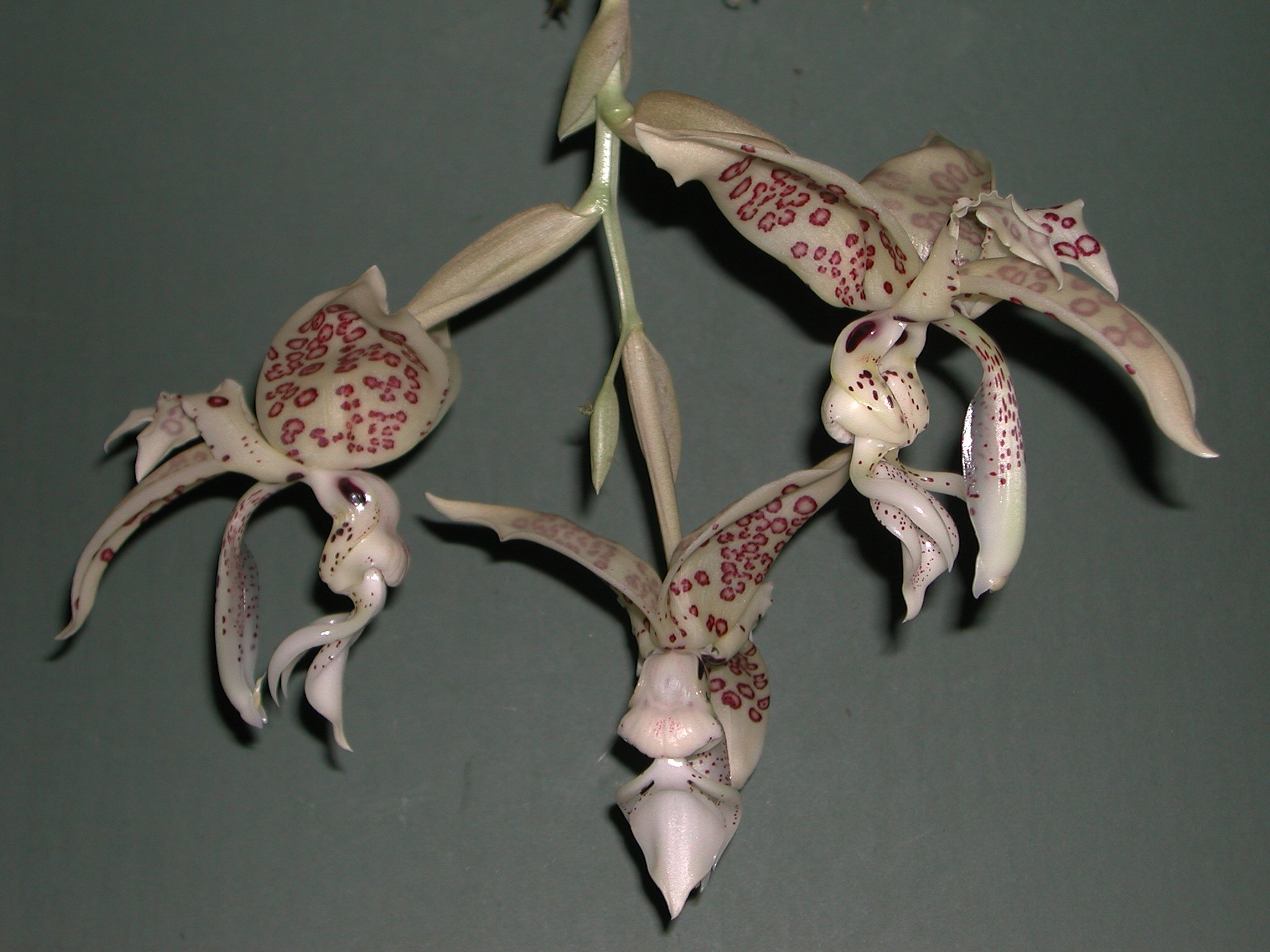
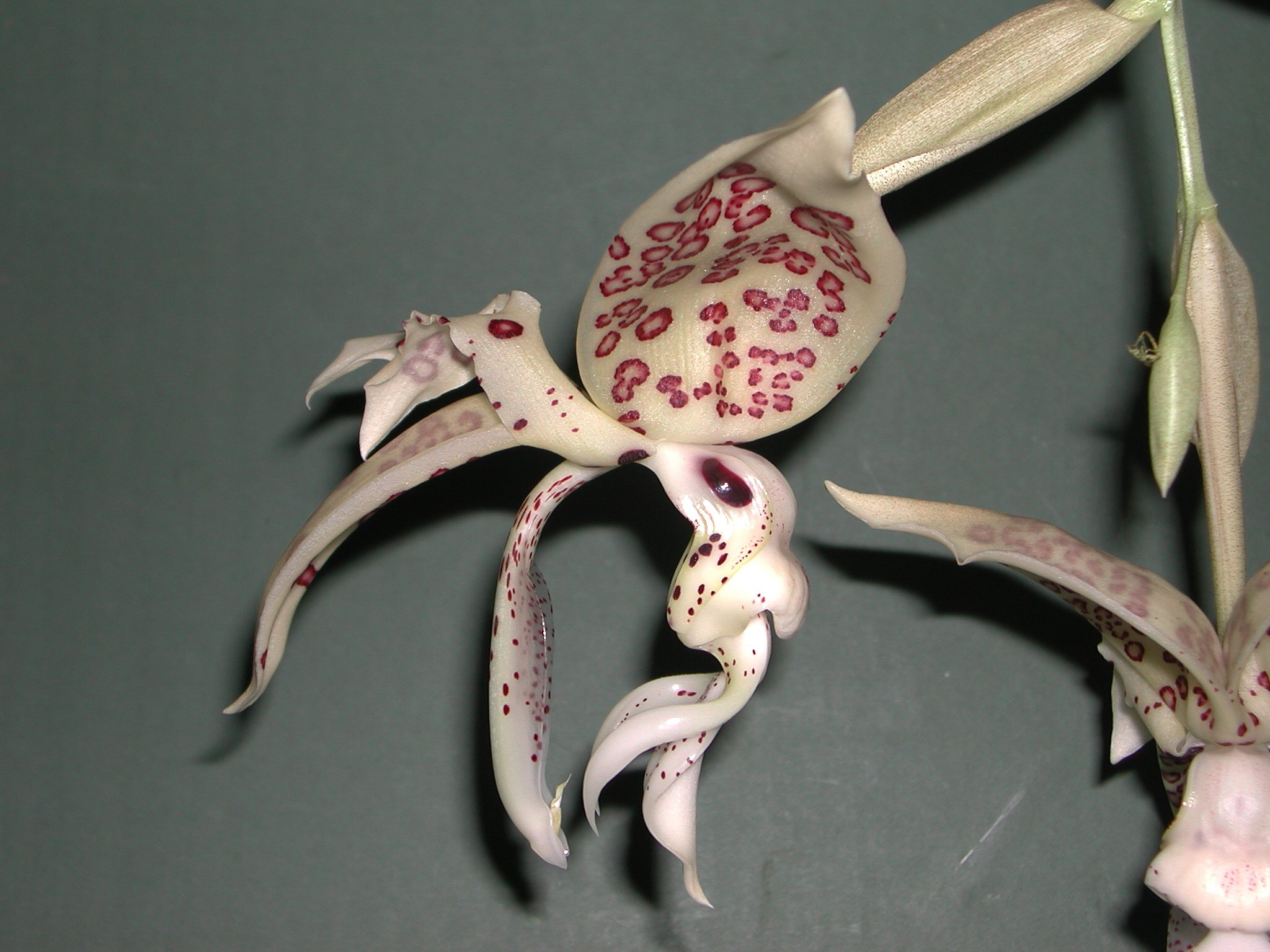
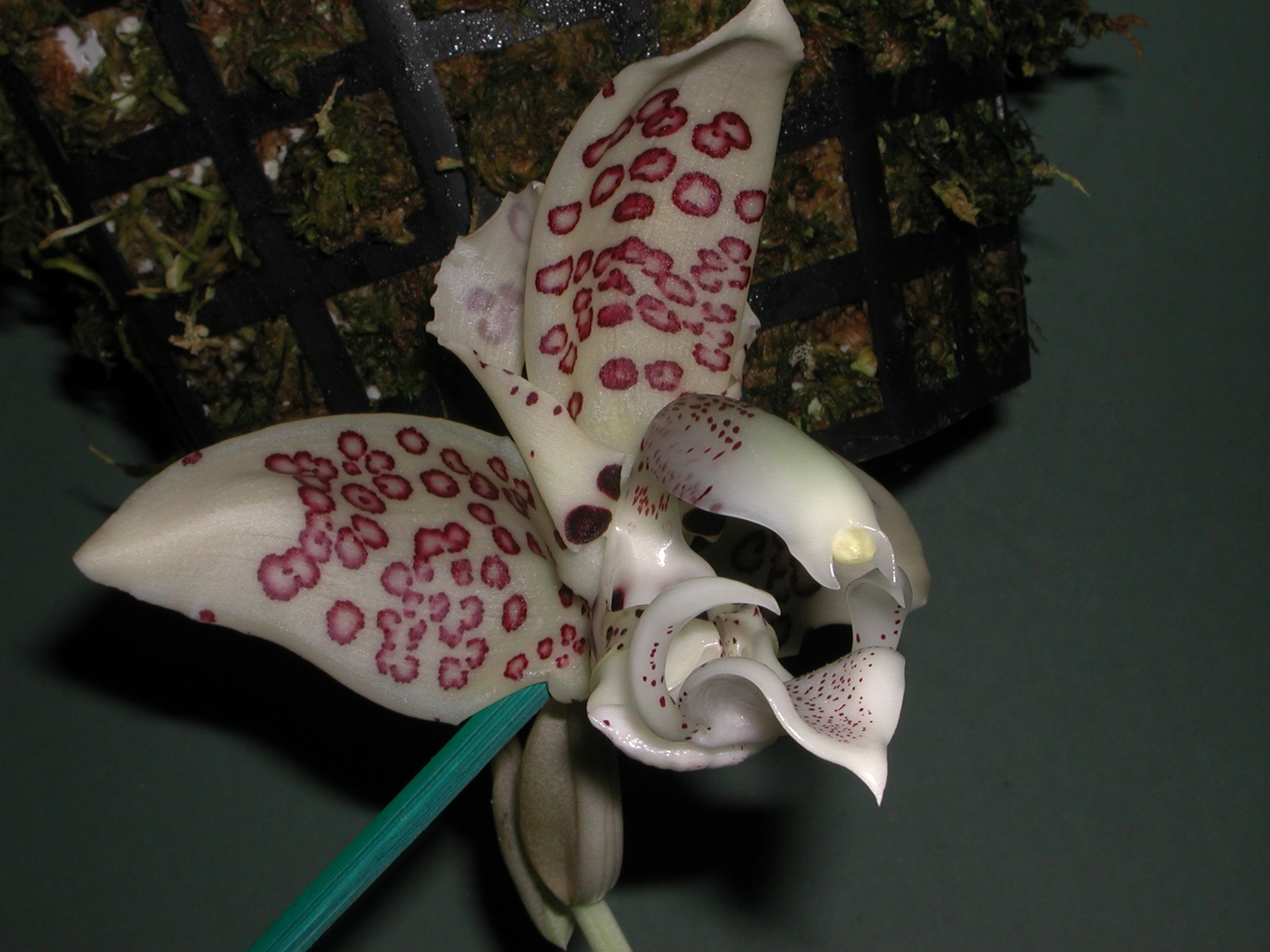
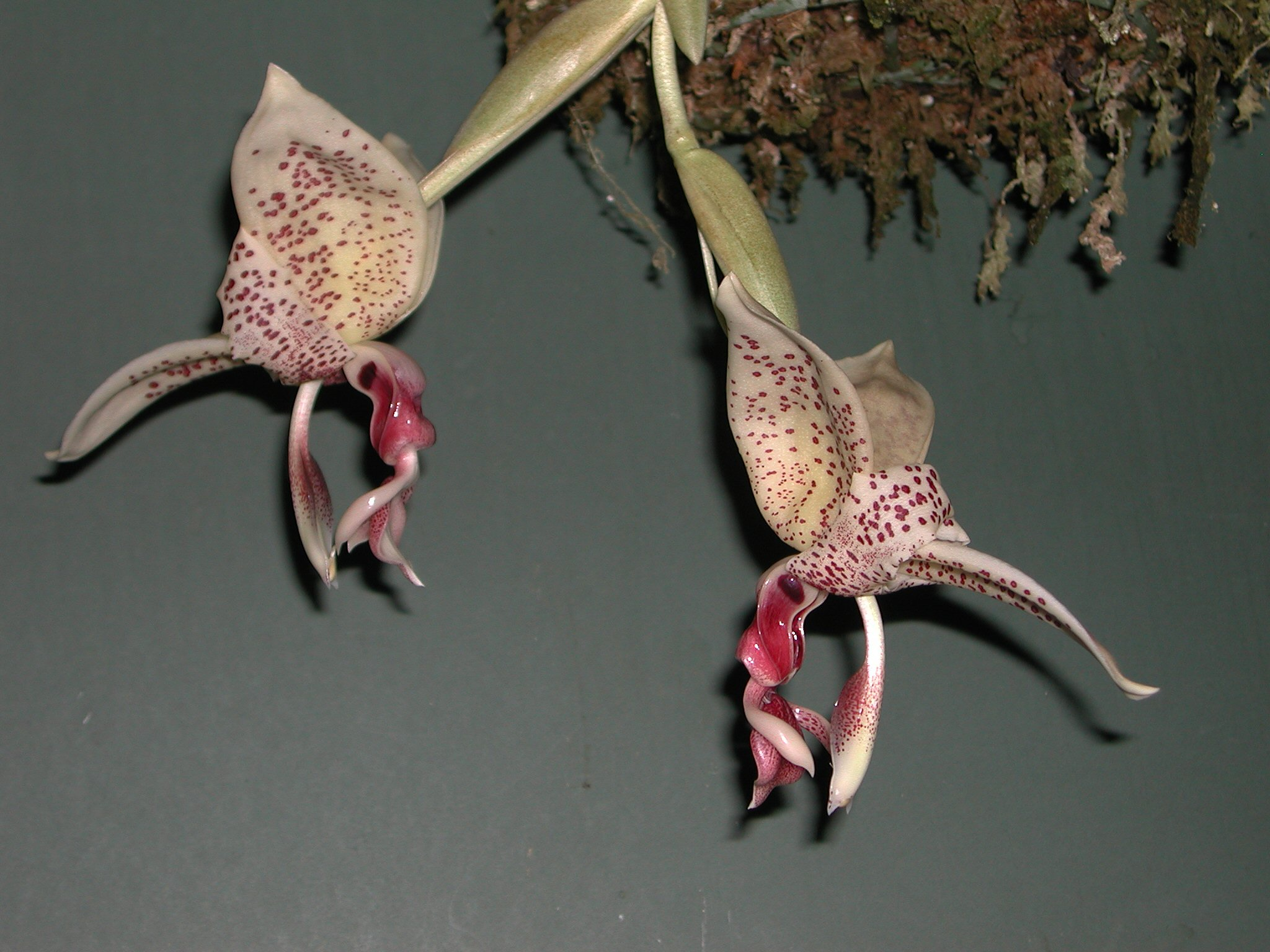